# Marco Formentini
Marco Formentini, né le 14 avril 1930 à La Spezia, en Ligurie, et mort le 2 janvier 2021 à Milan, est un homme politique italien, membre de la Ligue du Nord, puis des Démocrates et enfin de La Marguerite.

## Biographie
En novembre 2008, Marco Formentini adhère à la Démocratie chrétienne pour les autonomies. Il a été maire de Milan de 1993 à 1997 puis eurodéputé de 1999 à 2004.